# 太田垣康男
太田垣 康男（おおたがき やすお、1967年3月31日 - ）は、日本の漫画家。男性。大阪府出身。血液型A型。

## 来歴
高校卒業後に19歳で上京し、尾瀬あきら、山本おさむのアシスタントを経験。アフタヌーン四季賞でデビュー。『ミスターマガジン』にて新人賞受賞。アクション新人賞受賞。
代表作は、近未来の宇宙飛行士達を描いた『MOONLIGHT MILE』、『機動戦士ガンダム サンダーボルト』など。
SF作品（小説、映画）、メカ・ロボットものアニメのファンである。
2014年、漫画制作業を法人化、株式会社スタジオ・トアを設立し、代表取締役となる。
2023年6月、日本SF作家クラブ会員となる。

## 作画の特徴
- 『MOONLIGHT MILE』では、当初メカを描く際にまずレゴブロックで造形し、それをスケッチする方式を取っていた。
- 効率を上げるため、CGやトーンを除いてペンを使わずに鉛筆だけで漫画を描くという手法を用いる。
- LightWaveで3Dモデルを作成し、メカ作画に活用している。
- デジタル作画は主にComicStudio、Photoshopを使用している。
- 『機動戦士ガンダム サンダーボルト』連載中の2018年末に腱鞘炎の悪化により従来の細密な描画が不可能になったとして、画風を大幅に簡略化している。

## 作品リスト
- My Revolution - 『漫画アクション』（1989年5/30号）掲載
- スモーキーモンキー - 『ミスターマガジン』（1991年1号）掲載
- 王様気分で行こう - 『漫画アクション』（1992年12/8号 - 1993年3/2号）短期集中連載
- 卒業ピース - 『ミスターマガジン』（1992年9号）掲載
- 沖縄ピース - 『ミスターマガジン』（1992年14号）掲載
- 長い夜 - 『ミスターマガジン　ハッピー増刊』（1992年10/21増刊号）掲載
- 一平 - 『漫画アクション』（1993年17号〜1997年33号）連載
- 時差　ニューヨーク発ノースウエスト18便 - 『ビッグコミック』（1997年21号）掲載
- アンモナイトの夢を - 『漫画アクション』（1998年2/10号 - 3/10号）短期集中連載
- 一生! - 『モーニング』（1998年34号 - 1999年42号）連載
- 東方機神傳承譚ボロブドゥール - 『コミックバウンド』（2000年2号 - 5号）連載
- MOONLIGHT MILE - 『ビッグコミックスペリオール』（2001年1号 - 2011年24号）連載
- DEEP - 『ビッグコミックオリジナル』（2002年22号 - 23号）掲載
- FRONT MISSION〜THE DRIVE〜（作画：studio SEED） - 『ヤングガンガン』（2005年23号 - 2006年8号）連載
- FRONT MISSION DOG LIFE & DOG STYLE（作画：C.H.LINE） - 『ヤングガンガン』（2007年6号 - 2012年2号）連載
- 天体戦士サンレッド〜ヤダ☆カッコイイ♥SP2〜（くぼたまこととのコラボレーション） - 『増刊ヤングガンガン Vol.4』（2008年10月）掲載
- 曇天・プリズム・ソーラーカー（作画：村田雄介） - 『ジャンプスクエア』（2010年10月号 - 2011年7月号）連載
- 機動戦士ガンダム サンダーボルト（原案：矢立肇・富野由悠季） - 『ビッグコミックスペリオール』（2012年8号 - ）連載中
- 宇宙軍士官学校シリーズ（鷹見一幸著作） - 表紙イラスト（2012年７月発行 - ）
- ロング・ピース - 『ビッグガンガン』（2013年1月）掲載
- 機動戦士ガンダム サンダーボルト 砂鼠ショーン - 『ビッグコミック』（2013年11号 - 12号）掲載
- 宇宙のランデヴー （アーサー・C・クラーク著作）- 表紙イラスト（2014年2月15日発行）
- 幕末ゴジラ - ビッグコミックオリジナル『ゴジラ増刊号』（2014年7月）掲載
- 銀河ロケットにお葉書ください（作画：太田優姫） - 『ビッグガンガン』（2015年5月 - 2016年9月）連載
- 機動戦士ガンダム サンダーボルト　外伝（原案：矢立肇・富野由悠季） - 『eBigComic4』（2015年12月 - ）連載中
- 超人ロック〜Never touch it〜 - 『ヤングキングアワーズ』（2017年5月号）掲載
- ひび - 『漫画アクション』（2017年9/19号）掲載
- ディアーナ＆アルテミス - 『漫画アクション』（2020年1号 - 14号）連載
- Get truth 太陽の牙ダグラム - 『eBigComic4』（2021年5月 - ）連載中
- Candy Box Creations - 『ビッグコミックオリジナル』（2025年1号[3] - ）※シリーズ連載[4]

## アニメ化された作品
- MOONLIGHT MILE（第1シーズン 2007年3月 - 6月、第2シーズン 2007年9月 - 12月、WOWOW、スタジオ雲雀）- 原作
- 機動戦士ガンダム サンダーボルト（第1シーズン 2015年12月 - 2016年4月、第2シーズン 2017年3月 - 7月、WEB配信、サンライズ）- 漫画原作・デザイン
- MAKE MY DAY（WEB配信、株式会社5） - 原作

## メディア出演
- imagine-nation（2012年2月22日、NHKワールドTV）
- 杉田智和のアニゲラ！ディドゥーーン！！（2014年4月3日、文化放送）
- サラメシ（2017年5月23日、NHK）
- ミュ〜コミ+プラス（2019年4月24日、ニッポン放送）

## インタビュー記事
- コミッカーズ2003年冬号 Space SF対談 幸村誠×太田垣康男
- コミスン 新春企画『機動戦士ガンダム サンダーボルト』太田垣康男先生インタビュー（１／３）
- コミスン 新春企画『機動戦士ガンダム サンダーボルト』太田垣康男先生インタビュー（２／３）
- コミスン 新春企画『機動戦士ガンダム サンダーボルト』太田垣康男先生インタビュー（３／３）
- このマンガがすごい！WEB 【インタビュー】大人が読んで共感できるガンダムが作りたかった　『機動戦士ガンダム サンダーボルト』太田垣康男【前編】
- このマンガがすごい！WEB 【インタビュー】甲子園に行くように戦争に行く若い兵士を大人の目で見るリアル。 『機動戦士ガンダム サンダーボルト』太田垣康男【中編】
- このマンガがすごい！WEB 【インタビュー】言葉なんかいらない。太田垣流ネーム術大公開！　『機動戦士ガンダム サンダーボルト』太田垣康男【後編】
- コミスン 【動画】3DCG×漫画家の技！『機動戦士ガンダムサンダーボルト』の作画システムとは？／太田垣康男インタビュー（前編）
- コミスン 【動画】3DCG×漫画家の技！『機動戦士ガンダムサンダーボルト』の作画システムとは？／太田垣康男インタビュー（後編）
- ディストーム ユーザープロファイル 太田垣康男氏インタビュー
- コミックナタリー 太田垣康男×ヨコオタロウ対談
- eBigComic4 サンダーボルトの世界観を太田垣康男が語り尽くす!!（動画）
- eBigComic4 著者・太田垣が明かす「外伝」の「秘密」（動画）
- コミスン 異例の24ページフルカラー掲載！『機動戦士ガンダムサンダーボルト』連載100回記念!! 関係者と振り返る連載100回までの歩み。
- コミスン 『機動戦士ガンダムサンダーボルト』連載100回記念！ 太田垣康男インタビュー「100回目はフルカラーだから（^^）」
- ワコム Drawing with Wacom 098/ 太田垣康男 インタビュー